# Porsche 919 Hybrid
Porsche 919 Hybrid — гоночный автомобиль производства компании Porsche, прототип Ле-Мана 1 (LMP1), который участвовал в сезонах чемпионата мира по гонкам на выносливость в 2014, 2015, 2016 и 2017 годах. Конструкционно представляет собой среднемоторный автомобиль с гибридной трансмиссией, оснащённый 2-литровым 90-градусным V-образным 4-цилиндровым бензиновым двигателем с монотурбированием и мощностью 500 л. с. (370 кВт), который выступает в качестве несущего элемента шасси. Также автомобиль оснащён двумя отдельными гибридными системами восстановления энергии, которые восстанавливают тепловую энергию из выхлопных газов и преобразовывают кинетическую энергию в электрическую при торможении, используя литий-ионные аккумуляторные батареи для накопления электроэнергии. В соответствии с регламентом 2014 года автомобиль отнесен к классу 6 МДж (1,7 кВт⋅ч).
4 марта 2014 года автомобиль был впервые продемонстрирован прессе на Женевском автосалоне. На этот автогоночный сезон компания Porsche представила два экземпляра Porsche 919 Hybrid с шестью гонщиками. Трое из них — Ромен Дюма, Нил Яни и Марк Либ — выиграли три поул-позиции и победили в гонке 6 часов Сан-Паулу. Ещё трое — Тимо Бернхард, Брендон Хартли и Марк Уэббер — помогли команде финишировать третьими в чемпионате мира FIA по автогонкам на выносливость в категории среди производителей. В 2015 году по итогам очередной доработки автомобиль был включён в категорию машин мощностью до 8 МДж (2,2 кВт⋅ч). Трио Бернхард — Хартли — Уэббер приняло участие в чемпионате мира по автогонкам на выносливость, выиграв четыре гонки из восьми, и одержало победу как в самом зачёте гонщиков, так и чемпионате среди производителей. Команда в лице Эрла Бамбера, Нико Хюлькенберга и Ника Тэнди выиграли в том году гонку 6 часов Спа и 24 часа Ле-Мана, управляя третьим экземпляром 919 Hybrid.
В 2016 году после очередной доработки модели экипаж Дюма — Яни — Либ выиграл на ней гонку 6 часов Сильверстоуна и 24 часа Ле-Мана, а также затем выиграл чемпионат мира по гонкам на выносливость и занял 2-е место в командном зачёте. Хотя у экипажа Бернхард — Хартли — Уэббер в первых трёх гонках сезона были проблемы с машиной, из усилий хватило на то, чтобы за оставшиеся шесть туров вывести Porsche на первое место в чемпионате мира FIA среди производителей и одержать вторую победу подряд в этой категории. В 2017 году Тэнди и бывший гонщик Audi LMP1 Андре Лоттерер заменили Дюма и Либа в команде Яни, а Бамбер заменил ушедшего Уэббера, составив компанию Бернхарду и Хартли. В первых двух турах Porsche попадал на подиум. Экипаж Бамбер — Бернхард — Хартли сумел отыграть отставание в 13 кругов и выиграл 24 часа Ле-Мана, а благодаря ещё трём победам в гонках позволил Porsche выиграть в третий раз подряд чемпионат мира по автогонкам на выносливость среди водителей и среди производителей. В частности, они победили в предпоследней гонке сезона — 6 часов Шанхая. По окончании 2017 года проект 919 Hybrid был закрыт в связи с переходом Porsche в Формулу-E.

## Разработка

### Концепция

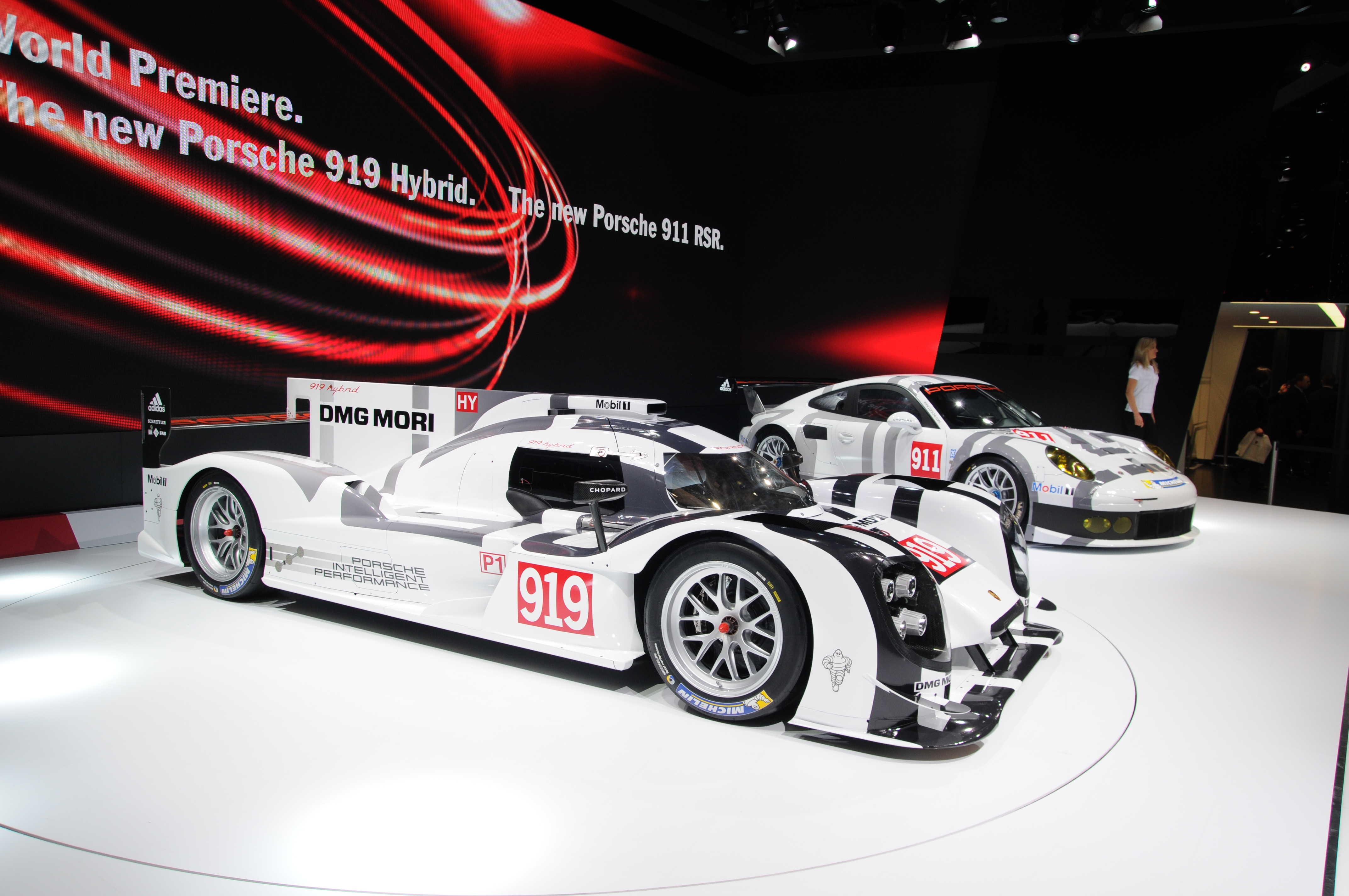
Porsche 919 Hybrid в 2014 году на Женевском автосалоне

В середине мая 2011 года компания Porsche решила заявить заводскую команду на участие в чемпионате мира ФИА по автогонкам на выносливость в категории прототипов Ле-Мана 1 (LMP1), который должен был состояться в следующем году. Два месяца спустя Porsche публично заявил о наличии планов участия в чемпионате ФИА, но уточнил, что их новый автомобиль дебютирует в 2014 году. Примерно к этому моменту Центр автоспорта Porsche во Флахте (община Вайсах) расширил свой штат до 200 человек, которые участвовалив процессах разработки, сборки и испытаний новой модели Porsche. В 2011 году Porsche пригласила Фрица Энцингера, ранее работавшего в BMW, на должность вице-президента LMP1 — он отвечал за организацию сборки модели. В конце года в компанию пришёл Алекс Хицингер, который должен был отвечать за техническую часть. Ранее Хицингер работал в Формуле-1, занимался разработкой двигателей в компании Cosworth и возглавлял управление продвинутых технологий в команде «Ред Булл».
Новый проект получил название 919 Hybrid, которое отражало не только заинтересованность Porsche в развитии технологий гибридного автомобилестроения, но и традицию компании присваивать автомобилям названия как у моделей, которые участвовали в 24 часах Ле-Мана. Модель 919 Hybrid должна была стать первым прототипом спортивного автомобиля с 2005 года, когда была представлена модель RS Spyder; первым прототипом Porsche в категории спортивных гоночных автомобилей с 1998 года, когда в гонках участвовали GT1-98 и LMP1-98; и первым прототипом спортивного автомобиля с того же 1998 года, на котором должна была выступать заводская команда Porsche. Всего были построены девять шасси.
В 2012 году Porsche зарегистрировала торговый знак 919: пресса полагала, что знак может использоваться для разработки модели, способной конкурировать с Ferrari 458 Italia.

### Устройство и характеристики
В конце 2012 года была завершена работа над монококом, испытание которого Porsche назначили на июнь 2013 года. Модель монокока предполагала максимальную эффективность и в то же время соответствовала требованиям LMP1 на 2014 год в плане видимости для водителя в выступающей кабине. Разработчики не обладали опытом работы с моделями класса LMP1, но опирались при этом на известные гибридные спортивные модели 911 GT3 R Hybrid и 918 Spyder. Согласно требованиям к автомобилям класса LMP1 на 2014 год, максимально возможные размеры автомобиля были следующими: длина — 4650 мм, ширина — от 1800 до 1900 мм, высота — 1050 мм. Аэродинамическая тонкая настройка шасси, выполненного из углепластика с сотовым алюминиевым заполнителем, началась в феврале 2012 года: испытания, проводившиеся в аэродинамических трубах заводов Porsche и Штутгартского университета, продлились суммарно 2 тысячи часов. В конструкции сочетались малый вес автомобиля, высокая жёсткость на кручение и меры безопасности, что позволило заложить основу точного расположения колёс благодаря независимой многорычажной подвекске с поршнями и регулируемыми амортизаторами, а также использовать шины Michelin шириной 360 мм. Выполнение требований позволило снизить максимальную массу автомобиля до 870 кг.

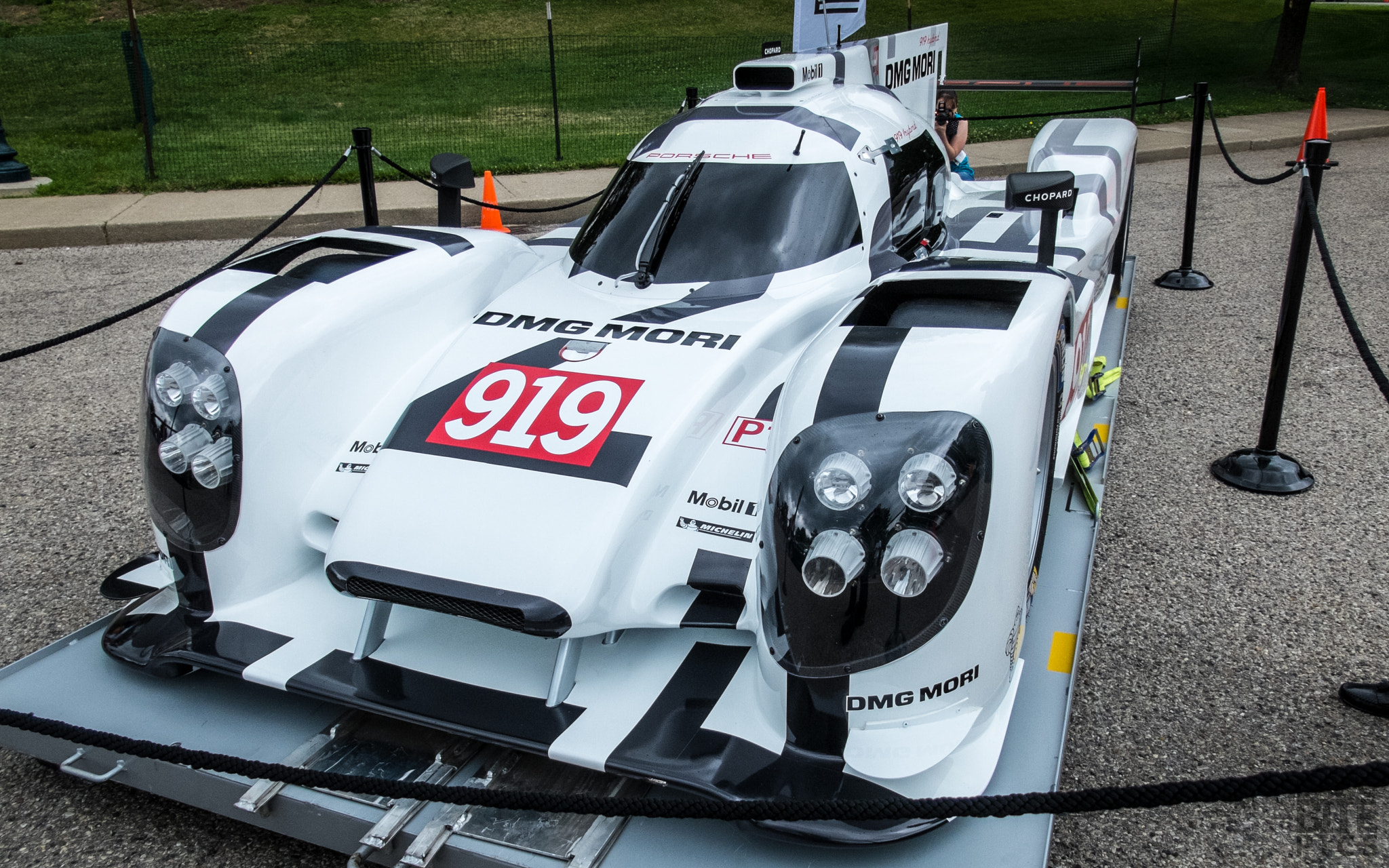
Вид спереди Porsche 919 Hybrid на выставке Concours d’Elegance в 2014 году

Двигатель автомобиля — компактный лёгкий 90-градусный V-образный 4-цилиндровый бензиновый двигатель объёмом 2 л с монотурбированием. Разработан под среднемоторную компоновку. Частота вращения двигателя составляла 9 тысяч оборотов в минуту, его работа обеспечивалась благодаря инжекторной системе непосредственного впрыска топлива и турбонаддуве Garrett Motion с двумя распредвалами. Мощность двигателя составляла приблизительно 500 л.с., сам он играл роль несущего нагрузку элемента шасси. В связи с небольшим размером самого двигателя картер коробки передачи был подогнан к задней подвеске и составлял почти треть от длины автомобиля. Охлаждение двигателя осуществлялось благодаря термальной воздушной коробке, выполненной из углепластика с золотом и расположенной в центре машины. Спереди поток воздуха спереди обеспечивался благодаря жалюзийным отверстиям, установленным по бокам, а для обеспечения воздушного охлаждения двигателя на самом верху каркаса безопасности был установлен изогнутый воздухозаборник. Автомобиль был оснащён противобуксовочной системой, на него устанавливалась гидравлическая 7-ступенчатая полуавтоматическая секвентальная коробка передач с блокируемым сзади дифференциалом, который устанавливался внутри углепластикового корпуса с титановыми вставками вокруг участков, наиболее подверженных нагрузке. Дисковые тормоза изготавливались из легкосплавных композитов с керамической матрицей и внутренней вентиляцией, также в конструкции машины присутствовал усилитель рулевого управления. Для ночного вождения модель Porsche была оснащена двумя передними светодиодными фарами, каждая из которых содержала по четыре лампы и обеспечивала хорошую видимость по ночам.
Модель Porsche 919 Hybrid была оснащена двумя отдельными гибридными системами рекуперации кинетической энергии. В состав задней выхлопной системы входил двухтурбинный электрогенератор, который вырабатывал тепловую энергию из выхлопных газов, которые выходили из отверстия, находившегося на одном из боков спинного плавника на оболочке двигателя и смещённого относительно центра. В переднюю выхлопную систему входил мотор-генератор мощностью 248 л.с., установленный на передней оси. При торможении кинетическая энергия преобразовывалась в электрическую энергию, которая накапливалась в литий-ионном аккумуляторе A123 Systems, установленном в районе пассажирского сиденья. Это позволяло избавиться от турбо-лага. При ускорении мотор-генератор действовал в качестве электромотора, приводившего в движение передние колёса через дифференциал, в то время как бензиновый двигатель отвечал за управление задними колёсами. Таким образом, на какое-то время модель становилась полноприводной, а за счёт электромотора, добавлявшего автомобилю мощности в размере 400 л.с., итоговая мощность возрастала до 1000 л.с. Принятые в 2014 году правила разделили моторы-генераторы на группы с шагом 2 МДж (0,56 кВт⋅ч), начиная с 2 МДж и заканчивая 8 МДж (от 0,56 до 2,22 кВт⋅ч). Компания Porsche выбрала категорию 6 МДж (1,7 кВт⋅ч), допускавшую для модели 919 Hybrid расход 4,78 л топлива на один круг 24-часовой гонки в Ле-Мане. Изначально компания разрабатывала модель для участия в гонках в Ле-Мане в категории 8 МДж — высшей для моделей с гибридными двигателями. Однако в итоге 919 Hybrid попал в категорию 6 МДж: технический директор спортивной команды Porsche Алекс Хицингер заявил, что «дотянуть» модель 919 Hybrid до 8 МДж было просто нереально.

### Подготовка команды
В апреле 2013 года Porsche огласила имена первых двух гонщиков, которым предстояло пилотировать Porsche 919 Hybrid — Тимо Бернхард и Ромен Дюма. Они были известны как двукратные совместные чемпионы Американской серии Ле-Ман в классе LMP2 и 24 часов Ле-Мана 2010 года. Основанием для выбора этих двоих стало их предыдущее участие в гонках Прототипов Ле-Мана за команду Porsche. Ещё через два месяца длительный контракт с Porsche заключил гонщик швейцарской команды Rebellion Racing Нил Яни, а спустя два месяца к команде присоединился и Марк Уэббер из команды Формулы-1 «Ред Булл», который не садился за руль стандартных спортивных автомобилей со времён 24 часов Ле-Мана 1999 года, когда выступал за Mercedes-AMG. В декабре 2013 года были названы ещё два водителя новой модели. Один — Брендон Хартли, гонщик-испытатель команды Mercedes в Формуле-1 и участник гонок Прототипов Мёрфи Европейской серии Ле-Ман в классе LMP2. Другой — Марк Либ, участник множества турниров в классе GT. Так была сформирована команда испытателей.
Машиной под номером 14 управлял Дюма, напарниками которого были Яни и Либ, машиной под номером 20 — Бернхард с напарниками в лице Уэббера и Хартли. Энцингер обосновал решение доверить Дюма и Бернхарду отдельные экипажи желанием компании создать паритет между экипажами с учётом опыта и влияния водителей. У Дюма и Бернхарда было больше всего опыта управления прототипами, а в каждый экипаж планировалось включить по одному новичку, коими стали Ян и Хартли. Другим фактором стал вес водителей: компания решила уравнять его так, чтобы у обеих машин были абсолютно равные шансы.

### Ливрея, испытания и запуск

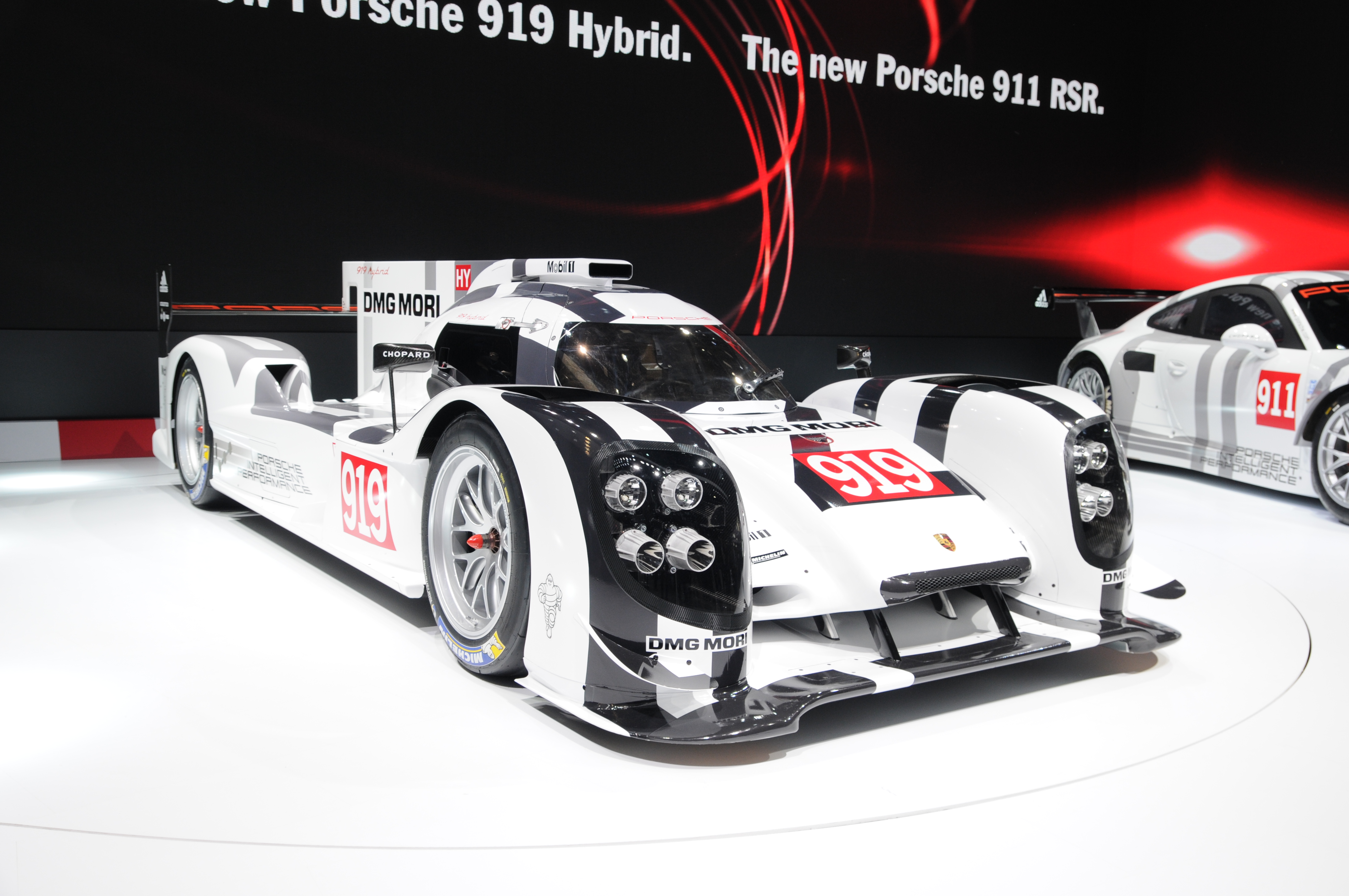
Porsche 919 Hybrid, представленный официально на Женевском автосалоне 2014 года

## Последующие доработки
Дальнейшим развитием этой модели стала Porsche 919 Evo, представленная в 2018 году и показавшая несколько рекордов круга.